# 蒙蒂涅莱赖里
蒙蒂涅莱赖里（法語：Montigné-lès-Rairies，法語發音：[mɔ̃tiɲe lɛ ʁɛʁi] ⓘ，意为“赖里附近的蒙蒂涅”）是法国曼恩-卢瓦尔省的一个市镇，属于昂热区。

## 地理
蒙蒂涅莱赖里（47°37'13"N, 0°12'9"W）面积9.01 平方千米，位于法国卢瓦尔河地区大区曼恩-卢瓦尔省，该省份为法国西部内陆省份，大致对应安茹地区，北起顺时针与马耶讷省、萨尔特省、安德尔-卢瓦尔省、维埃纳省、德塞夫勒省、旺代省、大西洋卢瓦尔省和伊勒-维莱讷省接壤。
与蒙蒂涅莱赖里接壤的市镇（或旧市镇、城区）包括：迪尔塔勒、莱赖里、安茹地区博热。

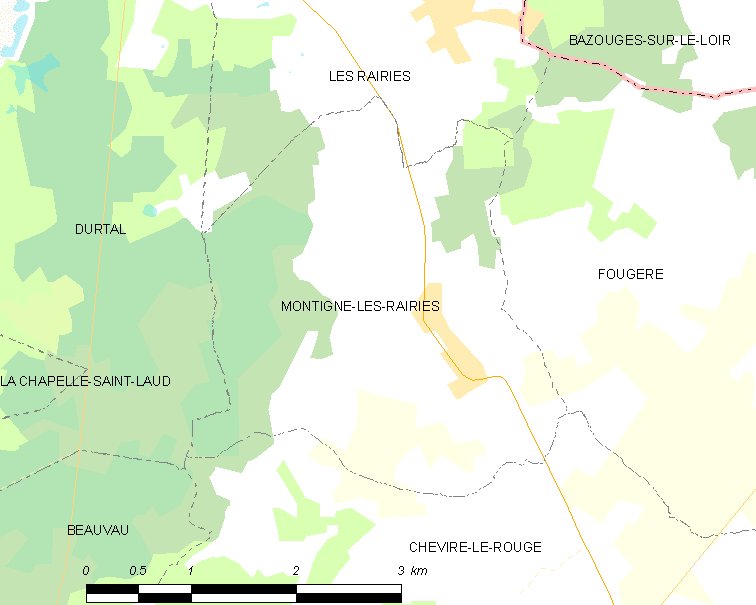
蒙蒂涅莱赖里的OSM定位图

蒙蒂涅莱赖里的时区为UTC+01:00、UTC+02:00（夏令时）。

## 行政
蒙蒂涅莱赖里的邮政编码为49430，INSEE市镇编码为49209。

## 政治
蒙蒂涅莱赖里所属的省级选区为蒂耶尔塞县。

## 人口

1962-2008年间蒙蒂涅莱赖里人口变化图示

蒙蒂涅莱赖里于2022年1月1日时的人口数量为433人。